# Zickhusen
Zickhusen là một đô thị tại huyện Nordwestmecklenburg, bang Mecklenburg-Vorpommern, miền bắc nước Đức.
Schwarzer See is located in the municipality.